# 塔拉莫尔
塔拉莫尔（英语：Tullamore；爱尔兰语：Tulach Mhór），是爱尔兰奥法利郡的一个城镇，位于该郡中部。总人口14361（2011年）。该城镇为奥法利郡郡治。